# Як Пак шлюбний контракт складала
«Як Пак шлюбний контракт складала» (кор. 열녀박씨 계약결혼뎐, інші назви — Шлюб за контрактом пані Пак) — південнокорейський серіал, що розповідає про доброчесну жінку Пак Йону з Чосону, яка втрачає в першу весільну ніч свого чоловіка, а потім потрапляє у XXI століття, де укладає шлюбний контракт з Кан Теха. Він заснований на однойменному веброману автора Кім Ноуль, що виходив на платформі Naver Novel. Серіал транслювався на телеканалі MBC щоп'ятниці та щосуботи з 24 листопада по 6 листопада 2024 о 21:50 (KST), крім того, він також доступний на платформі Wavve у Південній Кореї та на Viki й Viu у вибраних регіонах. У головних ролях Лі Се Йон, Пе Інхьок, Чу Хьоньон, Ю Сонхо та Чо Бонне.

## Сюжет
Пак Йону займається розробкою дизайном і створенням одягу, який для періоду Чосону вважається відвертим. Проте справи погіршилися, коли вона створює одяг для королівської сім'ї, що вирішила заборонити виготовлення такого одягу. У той час її батько, інспектор Пак Чжевон, вирішує одружити свою доньку з Кан Теха, однак після одруження Кан Теха раптово помирає, а Пак Йону викрадають і кидають в колодязь, щоб вона стала доброчесною жінкою. Однак раптом вона потрапляє в сучасний світ, де одружується з Кан Теха по контракту. Тепер вона намагається пристосуватися до нової Кореї та зрозуміти щось сталося в її періоді та як їй повернутися до нього повернутися.

## Акторський склад

### Головні ролі
- Лі Се Йон як Пак Йону[14][15]
  - Лі Соа як Пак Йону в дитинстві

Конфуціанська жінка з періоду Чосон, що після раптової смерті свого чоловіка в першу ніч після весілля, потрапляє в 2023 рік. Там вона одружується з Кан Теха по контракту та починає працювати в SH. Вона вміла кравчиня, тому продовжує створення одягу вже в новій Кореї.
- Пе Інхьок як Кан Теха[b][14][15]
  - Кім Соджун як Кан Теха в дитинстві

У період Чосон він одружується з Пак Йону, однак раптово помирає в першу шлюбну ніч. У наш час він є віцепрезхидентом компанії SH Seoul, що предендує на місце наступника SH Group. Він, щоб задовільнити свого дідуся, одружується за конткратом з Пак Йону.
- Чу Хьоньон(інші мови) як Саволь[14][15]

Служниця Пак Йону, що є її найкращою подругою, яка також разом із Йону потрапляє 2023 рік. Вона влаштовує на роботу домогосподарки в будинок сім'ї Кан Теха.
- Ю Сонхо(інші мови) як Кан Темін[c][14][15]

Зведений брат Кан Теха та відома знаменитість, який намагається заважати Кан Теха в його цілях отримати під контроль SH Group.
- Чо Бонне(інші мови) як Хон Сонпхьо[14]

Секретар Кан Теха.

### Другорядні ролі

#### Сім'я Теха
- Чін Ґьон(інші мови) як Мін Хесук/пані Юн[16]

Мачуха Кан Теха та рідна мати Кан Теміна, яка є головою SH Seoul та бажає отримати під свій контроль SH Group. Вона є жадібною людиною і одразу відсторонююється від речей, що можуть на настий її шкоду.
- Чхон Ходжін(інші мови) як Кан Санмо/лорд Кан[17]

Голова SH Group та дідусь Кан Теха.
- Сон Соман як Кан Херьон/пані Мачхон[18]

Наймолодшп донька Кан Санмо та тітка Теха
- Чон Сіюль як Лі Сочжун[a][19]

Син Херьон.

#### Працівники SH
- Лі Джунхьок(інші мови) як Хван Мьонсу[20]

Директор SH Seoul та права рука Хесук.
- Квон Арим(інші мови) як Ю Хана[21][22]

Помічник менеджера команди маркетингу SH Seoul.
- Чон Сіа як О Хьончжон[a][22]

Керівник команди маркетингу SH Seoul.
- Но Джонхьон(інші мови) як Лі Сокчжун[a][22]

Новий працівник команди маркетингу SH Seoul.

#### Мідам
- Кім Йоджін(інші мови) як мати Пак Йону в період Чосону/Лі Мідам[23]

Представниця бренду «Мідам», що створяє корейський національний одяг.
- Пак Йону як До Юнчже[a][24]

Менеджер і головний дизайнер бренду «Мідам».

### Інші
- Лі Йонджін(інші мови) як Чхон Мьон[25]
- О Юджін як Хон Наре[26]
- Кім Джундон як Чхве Хьонук[27]

### Додаткові ролі
- Чхве Ґоюн як секретар Чхве[28]

Секретар Мін Хесук.
- Сін Сухьон(інші мови) як Кім Хайон[28]

Початкова наречена Кан Теха, з якою він мав одружитися по контракту, однак вона не з'явилася на весіллі.
- Нам Мьонньоль(інші мови) як Пак Хьон[29]

Дідусь Пак Йону.

### Особлива поява
- Ом Хьосоп(інші мови) як інспектор Пак Чжевон[a][30]

Батько Пак Йону.
- Кім Доа(інші мови) як принцеса/Дженні[31]
- Кім Хьон(інші мови) як придворна дама Чхо/Мей Хьон Кім[31]
- Лі Міну(інші мови) як король[32]
- Лі Хьонґоль(інші мови) як власник магазину одягу
- Ан Ґільґан(інші мови) як пан Ю
- Чон Єсо(інші мови) як Юн Ам[33]
- Нам Ґюрі(інші мови) як Юнхі[31]

Мати Теха.
- Сон Оксук(інші мови) як королева-вдова[32]

## Сприйняття
За інформацією від платформи Viu серіал протягом трьох тижнів з третього тижня грудня 2023 по перший тиждень січня 2024 поспіль посідав перші місця в Гоннконзі та Індонезії за переглядами, крім того на першому тижні січня він також посів друге місце в Сінгапурі і на Філіппінах, а — третє місце в Таїланді. Платформа Viki повідомила, що за період з 31 грудня 2023 по 7 січня 2024 серіал посів 1 перше місце в 47 країнах, серед яких США, Канада, Велика Британія, Франція та Нідерланди, а також потрапив до топ 5 за переглядами в 64 країнах.

### Глядачі
| Сезон | Сезон | Номер серії | Номер серії | Номер серії | Номер серії | Номер серії | Номер серії | Номер серії | Номер серії | Номер серії | Номер серії | Номер серії | Номер серії | Середнє значення |
| Сезон | Сезон | 1           | 2           | 3           | 4           | 5           | 6           | 7           | 8           | 9           | 10          | 11          | 12          | Середнє значення |
| ----- | ----- | ----------- | ----------- | ----------- | ----------- | ----------- | ----------- | ----------- | ----------- | ----------- | ----------- | ----------- | ----------- | ---------------- |
|       | 1     | 1,001       | 1,192       | 1,154       | 1,241       | 1,359       | 1,791       | 1,561       | 1,598       | Н/Д         | Н/Д         | 1,528       | 1,741       | 1,257            |

| Серія | Дата першого показу | Середнє значення кількості переглядів | Середнє значення кількості переглядів | Середнє значення кількості переглядів |
| Серія | Дата першого показу | Nielsen Korea                         | Nielsen Korea                         | TNmS                                  |
| Серія | Дата першого показу | Загальнонаціональні                   | Сеул                                  | Загальнонаціональні                   |
| --- | ------------------- | ------------------------------------- | ------------------------------------- | ------------------------------------- |
| 1 | 24 листопада 2023   | 5,6% (8-ме)                           | 5,3% (7-ме)                           | 4,8% (11-те)                          |
| 2 | 25 листопада 2023   | 5,9 % (7-ме)                          | 5,8 % (7-ме)                          | 5,2 % (9-те)                          |
| 3 | 1 грудня 2023       | 6,7 % (6-те)                          | 6,7 % (4-те)                          | 5,8 % (9-те)                          |
| 4 | 2 грудня 2023       | 6,4 % (5-те)                          | 6,2 % (5-те)                          | 4,9 % (10-те)                         |
| 5 | 8 грудня 2023       | 7,4 % (4-те)                          | 7,2 % (4-те)                          | 6,5% (7-ме)                           |
| 6 | 9 грудня 2023       | 9,6% (2-ге)                           | 9,8% (2-ге)                           | Н/Д                                   |
| 7 | 15 грудня 2023      | 8,7 % (3-тє)                          | 8,9 % (3-тє)                          | 6,1 % (9-те)                          |
| 8 | 16 грудня 2023      | 8,0 % (3-тє)                          | 7,6 % (3-тє)                          | Н/Д                                   |
| 9 | 22 грудня 2023      | 7,4 % (4-те)                          | 7,4 %                                 | Н/Д                                   |
| 10 | 23 грудня 2023      | 7,6 % (2-ге)                          | 7,1 %                                 | Н/Д                                   |
| 11 | 5 січня 2024        | 8,0 % (5-те)                          | 7,8 % (4-те)                          | Н/Д                                   |
| 12 | 6 січня 2024        | 9,3 % (3-тє)                          | 9,4 % (2-ге)                          | Н/Д                                   |
| Середнє значення | Середнє значення    | 7,6%                                  | 7,4%                                  | —                                     |
| - Найнижчі рейтинги позначені синім кольором, а найвищі — червоним кольором. - Н/Д позначає рейтинги, що не опубліковано публічно. |                     |                                       |                                       |                                       |

## Нагороди та номінації
| Церемонія нагородження | Рік  | Категорія                                                     | Номінант / Робота                  | Результат | Прим.         |
| ---------------------- | ---- | ------------------------------------------------------------- | ---------------------------------- | --------- | ------------- |
| Премія MBC драма       | 2023 | Нагорода за високу майстерність, Найкраща акторка мінісеріалу | Лі Се Йон                          | Перемога  | [ 40 ] [ 41 ] |
| Премія MBC драма       | 2023 | Нагорода за майстерність, Найкращий актор мінісеріалу         | Пе Інхьок                          | Перемога  | [ 40 ] [ 41 ] |
| Премія MBC драма       | 2023 | Найкраща нова акторка                                         | Чу Хьоньон                         | Перемога  | [ 40 ] [ 41 ] |
| Премія MBC драма       | 2023 | Найкраща пара                                                 | Пе Інхьок та Лі Се Йон             | Номінація | [ 42 ]        |
| Премія MBC драма       | 2023 | Найкращий новий актор                                         | Ю Сонхо                            | Номінація | [ 43 ]        |
| Премія MBC драма       | 2023 | Найкращий актор другого плану                                 | Чо Бонне                           | Номінація | [ 44 ]        |
| Премія MBC драма       | 2023 | Найкраща акторка другого плану                                | Чін Ґьон                           | Номінація | [ 45 ]        |
| Премія MBC драма       | 2023 | Драма року                                                    | «Як Пак шлюбний контракт складала» | Номінація | [ 46 ]        |

## Виноски
1. 1 2 3 4 5 6  В офіційному перекладі частково використовується транслітерація за системою Холодовича, де дж записується як чж.
2. ↑  Правильною транслітерацією  буде Кан Тхеха, але в тексті використано офіційний переклад від Viki.
3. ↑  Правильною транслітерацією  буде Кан Тхемін, але в тексті використано офіційний переклад від Viki.
4. ↑  Середня кількість глядачів обраховано на основі опублікованої кількості глядачів. Точне середнє кількість глядачів невідома, бо кілька значень кількості глядачів були не обуліковані.
5. ↑  Це середнє значення обраховано на основі опублікованих рейтингах. Точне значення невідоме через те, що кілька рейтингів не було опубліфковано публічно.